# Villamayor de Gállego
Villamayor de Gállego ist eine Kleinstadt und Hauptort einer Gemeinde (municipio) mit 2.854 Einwohnern (Stand: 2024) in der spanischen Provinz Saragossa der Autonomen Gemeinschaft Aragonien. 

## Lage und Klima
Villamayor de Gállego liegt etwa neun Kilometer (Luftlinie) nordöstlich des Stadtzentrums der Provinzhauptstadt Saragossa in einer Höhe von ca. 225 m. Trotz des Gemeindenamens fließt der Gállego nicht durch die Gemeinde, sondern etwa anderthalb Kilometer westlich. Das Klima ist gemäßigt; Regen (ca. 408 mm/Jahr) fällt mit Ausnahme der eher trockenen Sommermonate übers Jahr verteilt.

## Geschichte
Von 1912 bis 2006 war die Ortschaft Teil von Saragossa.

## Bevölkerungsentwicklung
| 1900 | 1910 | 1920 | 1930 | 1940 | 1950 | 1960 | 1970 | 1981 | 1991 | 2001 | 2011 | 2021 |
| ---- | ---- | ---- | ---- | ---- | ---- | ---- | ---- | ---- | ---- | ---- | ---- | ---- |
| 1894 | 1870 | 1932 | 2013 | 2253 | 2252 | 2320 | 2143 | 2025 | 1846 | 2433 | 2885 | 2768 |

## Sehenswürdigkeiten
- Die Sabina de Villamayor ist ein ca. 2000 Jahre alter spanischer Wacholder, der Wacholder ist Teil des Gemeindewappens und -flagge
- die karstähnliche geologische Formation Barranco del Salado ist ebenfalls überregional bekannt
- Kirche Mariä Himmelfahrt aus dem 16. Jahrhundert, dessen Turm ein außergewöhnliches Beispiel der Mudéjar-Architektur ist
- Kapelle der Jungfrau von Pueyo aus dem 15. Jahrhundert

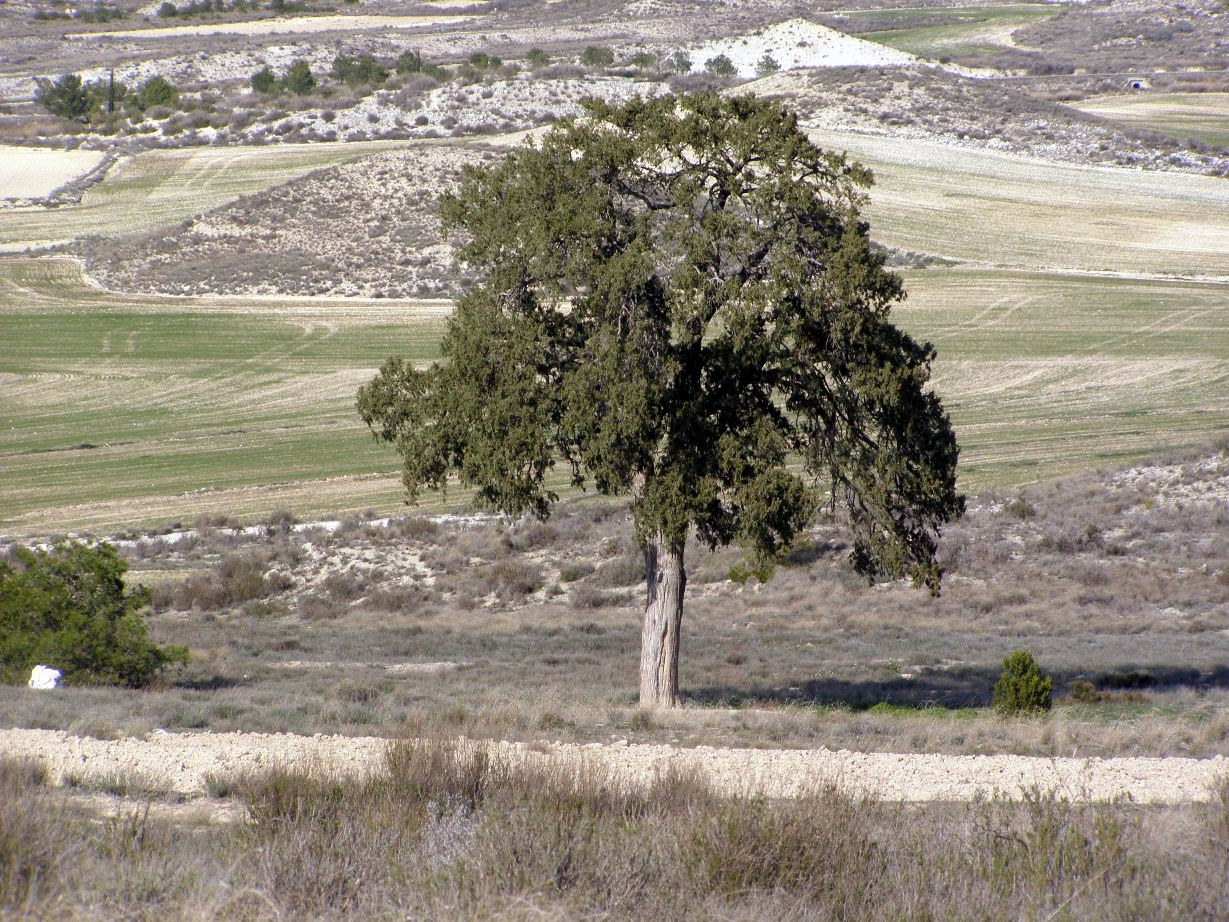
Sabina de Villamayor
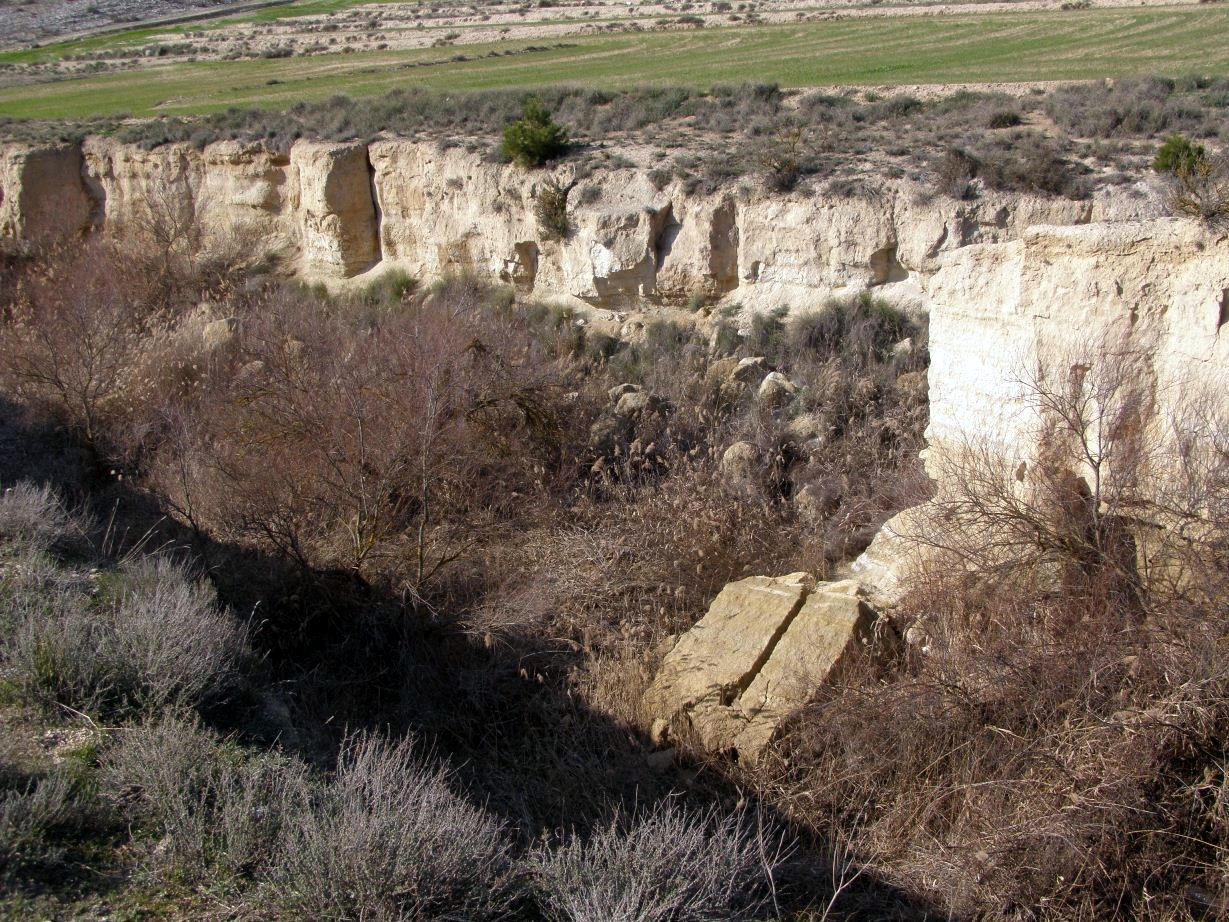
Barranco del Salado
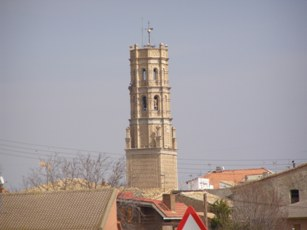
Turm der Himmelfahrtskirche
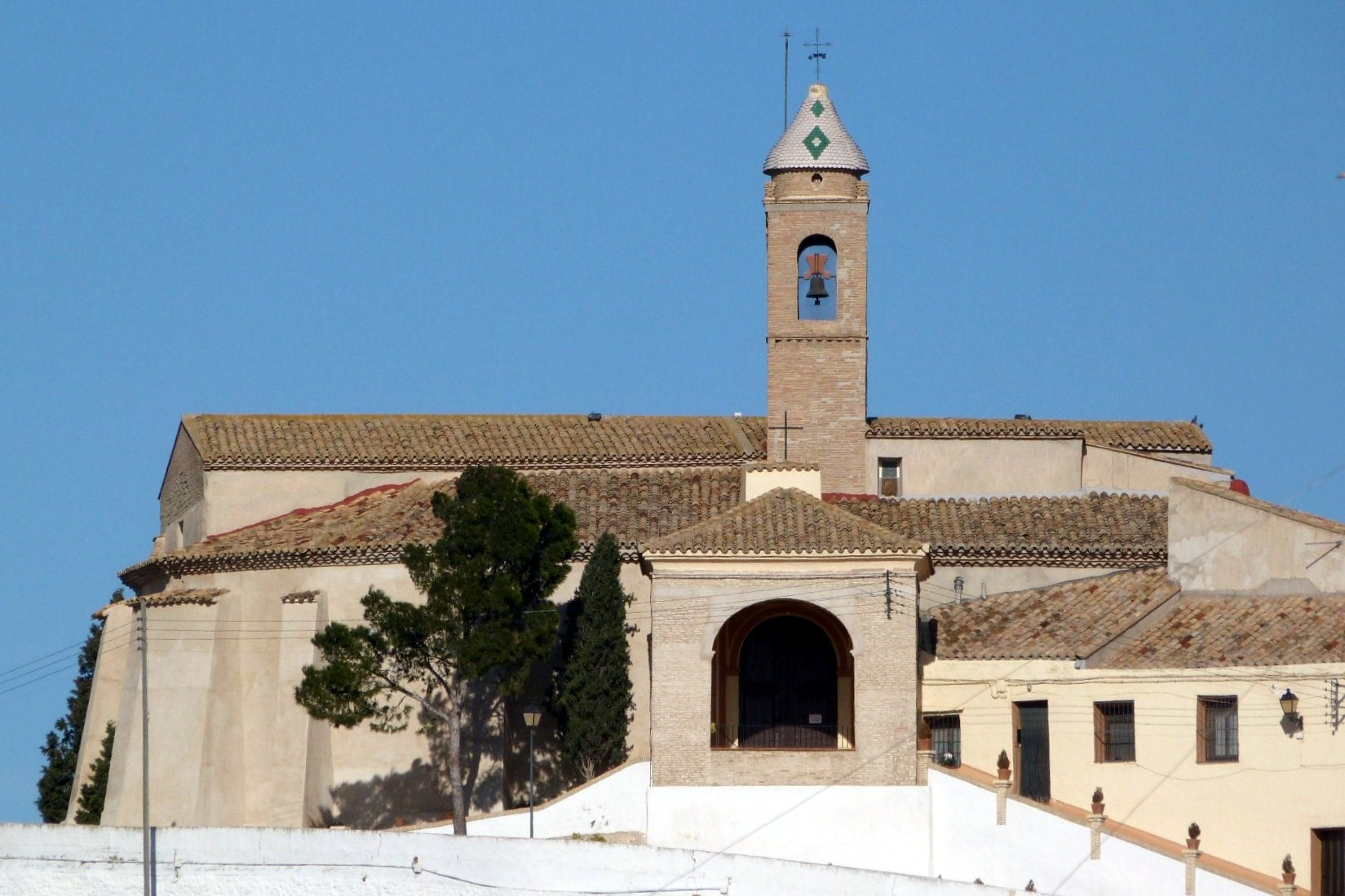
Kapelle der Jungfrau von Pueyo